# Harold McMunn
Harold McMunn, född 6 oktober 1902, död 5 februari 1964 i Winnipeg, var en kanadensisk ishockeyspelare. Han blev olympisk guldmedaljör i Chamonix 1924.

## Meriter
- OS-guld 1924